# Церковь Святой Феодосии
Гюль-джами (Gül Camii) — бывший православный храм, обращённый в мечеть в стамбульском районе Фатих, у древних ворот Айакапи; одна из наиболее важных византийских крестово-купольных построек Стамбула. C XVI века отождествлялась с собором женского монастыря Святой Феодосии. В последнее время раздаются голоса за то, чтобы относить церковь к мужскому монастырю Христа Эвергета (греч. Μονή του Χριστού του Ευεργέτου), который тоже находился в этом районе.
Относительно монастыря Эвергета известно, что он был возобновлён сыном Андроника Комнина и что крестоносцы облюбовали берег у его стен как пристань для военных кораблей. Неподалёку от него, в долине между четвёртым и пятым холмами Константинополя, стоял монастырь Святой Феодосии, в котором почивали мощи этой святой. Считается, что в 729 году она воспрепятствовала истреблению образа Христа над воротами императорского дворца, за что была предана иконоборцами мученической смерти.
Монастырь Святой Феодосии был любим жителями Константинополя. Молва о творимых святой исцелениях разносилась далеко за пределы столицы и привлекала на время крестного хода множество паломников, и не в последнюю очередь из русских земель. Основатель Македонской династии — Василий I — настолько почитал святую Феодосию, что отдал в монастырь всех четырёх дочерей и обстроил его каменными зданиями.
День падения Константинополя (29 мая 1453 года) пришёлся на день памяти святой Феодосии; накануне император Константин XI повелел украсить храм розами и вместе с патриархом провёл там весь вечер в молитве. Предание гласит, что перед ворвавшимися в Константинополь турками храм так и предстал — в убранстве из свежих роз. Завоеватели пленили молящихся, дали зданию нынешнее имя «мечети роз», а мощи православной святой предали на растерзание псам. На самом деле до 1490 года в стенах храма действовала не мечеть, а баня, подвал же турки приспособили под судоверфь. Минарет был воздвигнут в 1566—1574 годах, но обветшал вследствие частых землетрясений и был перестроен Мурадом IV, который велел также переложить часть сводов. Центральный купол на низком глухом барабане — османской постройки. Деревянная ложа султана была устроена в мечети при Махмуде II.
Согласно легенде, возникшей в XIX веке, в Гюль-джами похоронен последний византийский император, а османская надпись XVI века над предполагаемой гробницей местного османского святого Гюль-бабы гласит: «Гробница апостола, Иисусова ученика. Мир его праху». Пятиглавое здание размерами 26 × 20 м развёрнуто с северо-запада на юго-восток. Кирпичная кладка исполнена в типичной для раннекомнинского периода технике со скрытым рядом. Центральная апсида выполнена более грубо, нежели боковые, что свидетельствует о её позднем происхождении. Интерьер храма забелён по меньшей мере с XVIII века.

## Галерея
- Мечеть Гюль-джами. 2007 год
- Апсиды с ярусом грубой кладки, надстроенным в османский период
- Интерьер Гюль-джами